# ماي سبيس
ماي سبيس (بالإنجليزية: Myspace)‏ هي خدمة شبكة اجتماعية أمريكية تأسَّست في الأول من آب/أغسطس 2003 ومرت بعددٍ من التغييرات من حينها. كان موقع ماي سبيس من 2005 حتى 2008 أكبر موقعٍ للتواصل الاجتماعي في العالم من حيثُ عدد الزوار حيثُ وصلَ إلى أكثر من 100 مليون مستخدم شهريًا.
استحوذت شركة نيوز كوربوريشن على موقع أو خدمة ماي سبيس في تمّوز/يوليو 2005 مقابل 580 مليون دولار، وهو ما أكسب الموقع شهرة أكبر حيثُ نجحَ في حزيران/يونيو من عام 2006 في تجاوز موقعي ياهو وجوجل ليُصبح الموقع الأكثر زيارة في الولايات المتحدة. بدأت مواقع وشركات أخرى في منافسة ماي سبيس إلى أن برز موقع فيسبوك والذي نجحَ في نيسان/أبريل 2008 في تخطّي ماي سبيس في عدد الزوار من جميع أنحاء العالم لكنّ الأول حافظ على الصدارة من حيثُ عدد الزوار من الولايات المتحدة إلى أن خسرها في أيار/مايو 2009 لصالحِ شبكة فيسبوك من جديد. حقَّقَ موقع ماي سبيس 800 مليون دولار من العائدات خلال السنة المالية 2008، لكن عدد مستخدمي الموقع بدأوا منذ ذلك الحين في الانخفاضِ بشكلٍ مطردٍ على الرغم من إعادة تصميم وبرمجة الموقع في أكثر من مناسبة.
كان لموقع ماي سبيس تأثيرٌ كبيرٌ على التكنولوجيا وثقافة البوب والموسيقى، حيث يعتبر الموقع أول شبكةٍ اجتماعيةٍ تصلُ إلى جمهور عالمي. لقد لعب الموقع دورًا مهمًا في النمو المبكر لشركات مثل يوتيوب، كما أنشأَ نظامًا أساسيًا للمبرمجين والمطورين مكَّن من ظهور عددٍ من المواقع التي حقَقت شهرة ونجاحًا كبيرينِ على غرار موقع فتو بوكيت الذي تميّز في العقد الأول من القرن الواحد والعشرين في خدمة استضافة الصور. على الرغم من خسارة شبكة ماي سبيس لعددٍ من المستخدمين والزوار على مر السنوات إلّا أن الشبكة كانت قادرة عام 2015 على جلبِ 50.6 مليون زائر شهري ولديها مجموعةٌ تضمُّ أكثر من مليار مستخدم مسجل نشط وغير نشط.
وظَّفَت ماي سبيس في حزيران/يونيو 2009 حوالي 1600 موظف للمساعدة في استعادة الشبكة لمستخدميها، وبحلول حزيران/يونيو 2011 اشترت شركة سبيسيفيك ميديا جروب وجاستن تمبرليك الشبكة بحوالي 35 مليون دولار. أُعلن في الحادي عشر من شباط/فبراير 2016 عن شراء شركة تايم إنكوايرر لموقع ماي سبيس والشركة الأم المشغّلة للموقع. ظلَّت شركة تايم إنكوايرر تُدير الموقع لسنتينِ تقريبًا إلى أن استحوذت عليها شركة ميريدث كوربوريشن – وبالتالي فهو استحواذٌ على ماي سبيس أيضًا – في الواحد والثلاثين من كانون الثاني/يناير 2018.

## التاريخ

### 2003 – 2005: البداية

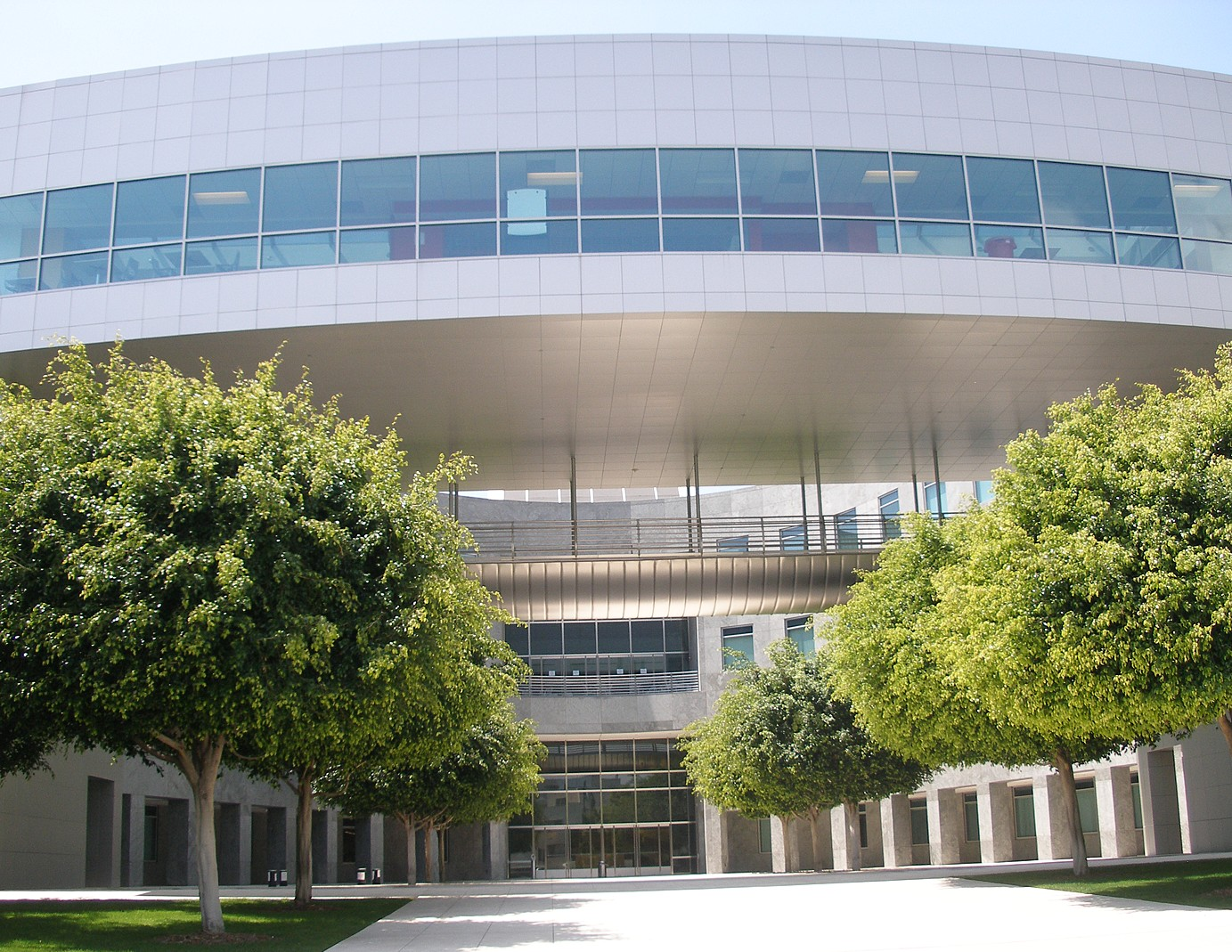
المقر السابق لشركة فوكس إنتراكتيف ميديا وفي بيفرلي هيلز بكاليفورنيا قبل عام 2016 حيث كان مقر ماي سبيس أيضًا

لاحظَ العديد من موظفي شركة إي يونيفرس الذين لديهم حسابات على موقع الألعاب الاجتماعيّة فريندستير إمكانيّة إضافة ميزات أكبر في شبكة اجتماعية خاصة بدل الاعتماد على موقع الألعاب الاجتماعيّة. قررت مجموعة الموظفين في آب/أغسطس 2003 بناء موقعٍ على الويب يحتوي على أبرز الميزات التي يحتويها فريندستير بالإضافةِ إلى ميزاتٍ جديدةٍ، فنشروا في نفس الشهر الإصدار الأوليّ لموقع ماي سبيس باستخدامِ كولدفيوشن. وفَّر موظفي شركة إي يونيفرس البنية التحتية الكاملة من التمويل والموارد البشرية والخبرة الفنية وعرض النطاق الترددي وما إلى ذلك من الحاجيات الضروريّة لبناءِ موقعٍ على الويب، فيما أشرفَ براد جرينسبان (مؤسس شركة إي يونيفرس ورئيس مجلس إدارتها ومديرها التنفيذي) على المشروع الذي أداره كريس ديوولف (الرئيس التنفيذي الأول لشركة ماي سبيس)، وجوش بيرمان وتوم أندرسون (الرئيس الأول لماي سبيس) وفريقٌ من المبرمجين. خلال هذه الفترة المبكرة وبالضبطِ في حزيران/يونيو 2003 – أي قبل إطلاق موقع ماي سبيس – عُيّن جيفري إديل رئيسًا لمجلس إدارة الشركة الأم إنترميكس ميديا.
كان أول المستخدمين لشبكة ماي سبيس هم موظّفي شركة إي يونيفرس التي نظَّمت مسابقات لجلبِ أكبر عددٍ من الزوار. لقد نجحت شركة إي يونيفرس في بثِّ الحياة في موقع ماي سبيس حينما اعتمدت على قاعدة بيانات مستخدميها البالغِ عددهم 20 مليون مستخدمًا فأرسلت لهم على البُرد الإلكترونيّة لدفعهم للاشتراكِ في منصّة ماي سبيس. ساعدَ الخبير التكنولوجي توان نجوين في استقرار منصة ماي سبيس عندما طلب منه براد جرينسبان الانضمام إلى الفريق، كما لعب المؤسس المشارك أبير وايتكومب دورًا أساسيًا في هندسة البرامج مستفيدًا من سرعة التطوير الفائقة في وقتها لكولدفيوشن. على الرغم من عدد المطورين الذي يزيد عن عشرة أضعاف، فإنّ فريندستير – وهي شبكةٌ اجتماعيّةٌ للألعاب – التي طُوّرت عبر صفحات خادم جافا (jsp) لم تتمكّن من مواكبة سرعة تطوير ماي سبيس التي كانت تُضيف من فترةٍ لأخرى ميزاتٍ جديدةٍ لم تكن في الموقع الأول على غِرار تحكّم المستخدم في خلفية صفحته الشخصيّة ومظهر وشكل باقي الصفحات.

شعار ماي سبيس الذي استُخدمَ من حزيران/يونيو 2004 إلى تشرين الأول/أكتوبر 2010

كان نطاق ماي سبيس دوت كوم (بالإنجليزية: MySpace.com)‏ مملوكًا في الأصل لشركة يور زي دوت كوم إنكوايرر (بالإنجليزية: YourZ.com Inc)‏ والذي كان مخصصًا حتى عام 2002 لاستخدامه كموقعٍ لتخزين البيانات ومشاركتها عبر الإنترنت. نُقل الموقع بحلول أواخر عام 2003 من خدمةٍ لتخزين الملفات إلى شبكة اجتماعية. اقترحَ كريس دي وولف – وهو أحد المساهمين في بناء الموقع – تقاضي بعض الرسوم من مستخدمي ماي سبيس للمساعدة في دفعِ تكاليف استضافة الموقع وأمور من هذا القبيل، لكنّ براد جرينسبان رفضَ الفكرة معتقدًا أن إبقاء ماي سبيس مجانيًا كان ضروريًا لجعله مجتمعًا ناجحًا. سرعان ما اكتسب موقع ماي سبيس شعبية بين المراهقين والشباب وبدأ في جلبِ عددٍ كبيرٍ من الزوار مع مرور الوقت. أجرى دي وولف في شباط/فبراير من عام 2005 محادثاتٍ مع مارك زوكربيرغ حول استحواذ ماي سببس على منصّة فيسبوك لكن دي وولف رفض حينها عرض زوكربيرغ الذي طلبَ 75 مليون دولار. لقد تمكّن بعض موظفي ماي سبيس بما في ذلك دي وولف وبيرمان من شراء حقوق الملكية قبل شراء ماي سبيس والشركة الأم إي يونيفرس (غُيّر اسمها في وقتٍ لاحقٍ إلى إنترمكس ميديا).

### 2005 – 2008: سنوات الذروة
أقدمت شركة نيوز كوربوريشن في تموز/يوليو 2005 على شراء موقع ماي سبيس – كانت هذه الصفقة هي أول عملية شراءٍ للموقع منذُ تأسيسه – مقابل 580 مليون دولار أمريكي. كان الموقع خلال وقتِ الاستحواذ يحصدُ 16 مليون زيارة شهريًا وينمو بسرعةٍ وبشكلٍ كبير. لقد تغلَّبت شركة نيوز كوربوريشن على شركة فاياكوم حينما قدمت سعرًا أعلى لشراء الموقع، وكان يُنظر إلى هذه الصفقة حينها على أنها استثمارٌ جيد. تضاعفت في غضونِ عامٍ واحدٍ قيمة ماي سبيس ثلاثٍ مراتٍ من سعر الشراء، وقد رأت شركة نيوز كوربوريشن في عملية الشراء وسيلةً للاستفادة من الإعلانات عبر الإنترنت وتوجيه زوار الشبكة الاجتماعيّة إلى ممتلكات شركة نيوز كوربوريشن الأخرى.
بعد خسارة حرب المزايدة على ماي سبيس، فاجأ رئيس شركة فياكوم سومنر ريدستون الناشطين في هذا المجال في أيلول/سبتمبر 2006 عندما أقال توم فريستون من منصب الرئيس التنفيذي. اعتقدَ ريدستون حينها أن الفشل في الاستحواذ على ماي سبيس ساهم في انخفاض سعر سهم شركة فياكوم بنسبة 20% في عام 2006 حتى تاريخ الإطاحة بفريستون، ونُقل عن فيليب دومان – خليفة فريستون في منصبِ الرئيس التنفيذي – قوله: «لا تدعوا منافسًا آخر يهزمنا على الإطلاق.» في السياق ذاته، أخبر ريدستون في مقابلة صحفيّة تشارلي روز أن خسارة ماي سبيس كانت «مهينة» مُضيفًا: «مُلَّاك موقع ماي سبيس كانوا جالسين هناك [في إشارةٍ إلى استعدادهم لقبولِ أيّ صفقة] لأخذ 500 مليون دولار.»

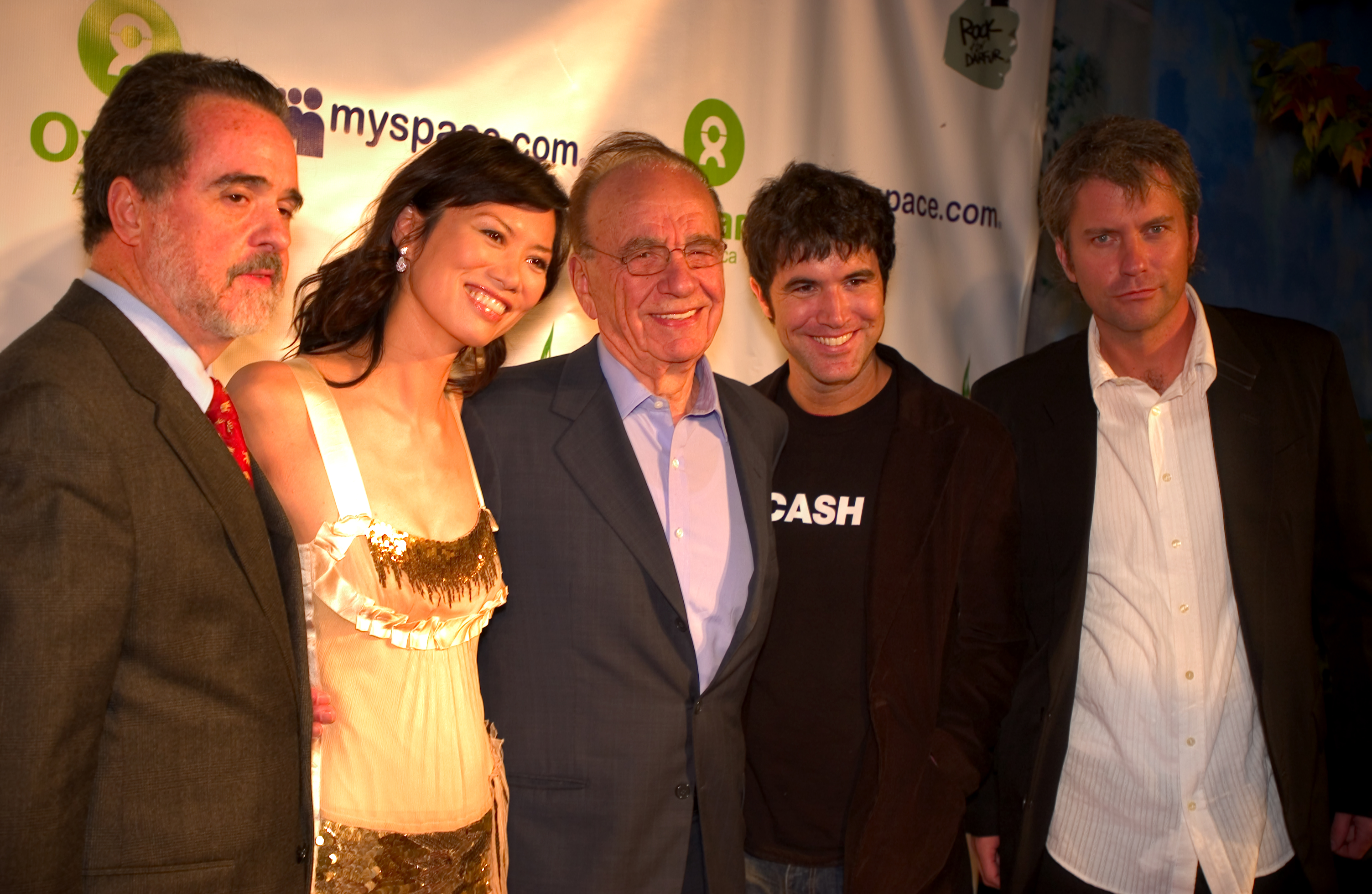
رئيس منظمة أوكسفام أمريكا ريموند سي أوفنهايزر ويندي دينغ وروبرت مردوخ مع مؤسسي ماي سبيس أندرسون ودي وولف في حدث أوكسفام/ماي سبيس روك عام 2006

واصلت ماي سبيس بعد الاستحواذ نموها المتسارع، وبحلول كانون الثاني/يناير 2006 كان الموقع يحصدُ 200,000 مستخدمٍ جديدٍ يوميًا، ثمّ بعد مرور عامٍ واحدٍ أصبح الموقع يستقبلُ 320,000 مستخدمٍ جديدٍ يوميًا متجاوزًا بذلك موقع ياهو ليُصبح أكثر مواقع الويب زيارةً في الولايات المتحدة. قالت شركة كوم سكور (بالإنجليزية: ComScore)‏ في إطار تحليلها لهذا التفوق إنّ المحرك الرئيسي لنجاح الموقع في الولايات المتحدة هو مستويات المشاركة العالية حيث يُشاهد مستخدم ماي سبيس العادي أكثر من 660 صفحة شهريًا. أعلنت شركة فوكس في كانون الثاني/يناير 2006 عن خطط لإطلاق نسخة بريطانية من ماي سبيس، وخلال نفس العام أصبحَ الموقع متوفّرًا في إحدى عشر دولة عبر أوروبا وآسيا والأمريكتين. ذكر حينها نائب رئيس الشركة ترافيس كاتز أن 30 مليونًا من مستخدمي الشركة البالغ عددهم 90 مليونًا كانوا يأتون من خارج الولايات المتحدة.
واصلت شبكة ماي سبيس تحقيق المزيد من النجاحات حيثُ أُنشئ الحساب رقم 100 مليون على الموقع في التاسع من آب/أغسطس 2006 في هولندا. وقّعت الشبكة في نفسِ الشهر صفقة إعلانية بارزة مع شركة جوجل حصلت بموجبها على 900 مليون دولار على مدى ثلاث سنوات – أي ما يقربُ من ضعف السعر الذي دفعته نيوز كوربوريشن في الاستحواذ على الشركة – مقابل حصول جوجل على حقوقٍ حصريةٍ لنشر روابطها الدعائية والترويجيّة على ماي سبيس. قال رئيس جوجل إريك شميدت عند توقيع الصفقة: «عندما نظرنا إلى ما كان ينمو على الويب، أشارت جميع مقاييسنا الداخلية إلى ماي سبيس ... من المهم نقل جوحل إلى حيثُ يوجد المستخدمون، وهذا هو المكان الذي يوجد فيه المحتوى الذي يُنشِئه المستخدمون.»
كان الموقع يُحقّق إجمالي إيراداتٍ تبلغُ مليون دولار شهريًا، لكن وبحلول تشرين الأول/أكتوبر 2006 أصبح الموقع يُحقّق إيرادات تبلغ 30 مليون دولار شهريًا نصفها جاء من صفقة جوجل، وجاءت نسبة 50% المتبقية من الإعلانات المصوّرة المُباعة من قبل فريق المبيعات الداخلي لماي سبيس. أعلنت شبكة ماي سبيس في تشرين الثاني/نوفمبر 2006 عن مشروعٍ مشتركٍ مع مجموعة سوفت بنك لإطلاقِ الشبكة في اليابان. أصبح موقع ماي سبيس بحلول منتصف عام 2007 أكبر موقعٍ للتواصل الاجتماعي في كل دولةٍ أوروبيةٍ تواجد بها، بل كان الموقع الأبرز في كلٍ من إسبانيا وفرنسا وألمانيا (كانت هناك منافسة شرسة مع فيسبوك) والمملكة المتحدة.
انضمّت شبكة ماي سبيس في الأول من تشرين الثاني/نوفمبر 2007 إلى كلٍ من بيبو وفريندستير وهاي فايف ولينكد إن ونينغ إلى المجتمع المفتوح (بالإنجليزية: OpenSocial)‏ بقيادة جوجل هدفَ المجتمع المفتوح إلى الترويج لمجموعةٍ مشتركةٍ من المعايير لمطوري برمجيات الشبكات الاجتماعية فيما ظلَّ فيسبوك شبكة مستقلّة. لم تنجح جوجل في التسويقِ لموقع التواصل الاجتماعي الخاص بها أوركوت في السوق الأمريكي فعقدت هكذا تحالفاتٍ لتحقيقِ ثقلٍ موازنٍ لفيسبوك. اعتُبر ماي سبيس من أواخر عام 2007 حتى عام 2008 موقع الشبكات الاجتماعية الرائد حيثُ تغلب باستمرارٍ على المنافس الرئيسي فيسبوك – من حيثُ عدد الزوار – والذي كان يستهدفُ في البداية طلاب الجامعات فقط.

### 2008 – 2016: التراجع
تجاوز فيسبوك في التاسع عشر من نيسان/أبريل 2019 موقع ماي سبيس في تصنيفات أليكسا، ومنذ ذلك الحين وشبكة ماس سبيس في تراجعٍ على عددٍ من الأصعدة. استُنتجت عدّة تفسيراتٍ لسبب هذا التراجع بما في ذلك حقيقة أن الشبكة تمسّكت بما يُعرف باسمِ «إستراتيجية البوابة» لبناء جمهورٍ مهتمٍّ بالترفيه والموسيقى بينما عملت فيسبوك وتويتر باستمرارٍ على ميزاتٍ جديدةٍ لتحسين تجربة التواصل الاجتماعي.
اقترح مسؤول تنفيذي سابق في ماي سبيس خلال تفسيره لسبب كل هذا التراجع أنَّ صفقة الإعلان لمدة ثلاث سنوات بقيمة 900 مليون دولار مع جوجل كان لها مكاسب نقدية قصيرة الأجل إلا أنها كانت عقبة على المدى الطويل. لقد تطلَّبت هذه الصفقة من ماي سبيس وضع المزيد من الإعلانات على موقعها الذي يضمُّ إعلاناتها السابقة أصلًا وهو ما جعل الموقع بطيئًا وأصعب في الاستخدام وأقل مرونة. فشلت ماي سبيس في تحديثِ موقعها وإضافة ميزاتٍ جديدةٍ له في الوقتِ الذي كان فيه موقع فيسبوك المنافس يُضيف المزايا والخصائص واحدةً تلو الأخرى ويُقدّم تصميمًا جديدًا وجذابًا. أفاد كريس دي وولف الرئيس التنفيذي لشركة ماي سبيس أنه كان عليه أن يقاوم فريق مبيعات فوكس إنتركتيف ميديا الذي استثمر في الموقع دون اعتبارٍ لتجربة المستخدم. وصف كاتز في مقابلةٍ معه عام 2012 كيف مارست نيوز كوربوريشن الكثير من الضغط على ماي سبيس للتركيز على تحقيق الدخل على المدى القريب بدلاً من التفكير في استراتيجيةٍ طويلة الأمد، بينما ركّزت منصة فيسبوك على المستخدم قبل الإيرادات.
في الواقع، لقد ركَّز فيسبوك على إنشاء نظام أساسي يسمحُ للمطورين الخارجيين ببناء تطبيقات جديدة، فيما قام موقع ماي سبيس ببناءِ كل شيء داخليًا. يقولُ شون جولد الرئيس السابق للتسويق والمحتوى في ماي سبيس في هذا الصدد: «لقد اتسع نطاق ماي سبيس لكنّه لم يكن عميقًا بدرجة كافية في تطوير منتجاته. استخدمنا الكثير من المنتجات التي كانت سطحية وليست أفضل المنتجات في العالم» وأضاف أنَّ القسم المختصّ في الشركة قد أدخل العديد من الميزات على غِرار أدوات الاتصال الفورية، برنامج الإعلانات المبوب، مشغل الفيديو، مشغل الموسيقى، أدوات تحرير الملف الشخصي، أنظمة الأمان، فلاتر الخصوصية وقوائم كتب ماي سبيس من بين تحسيناتٍ أخرى ومع ذلك فقد كانت هذه الميزات في كثيرٍ من الأحيان عرباتٌ تجرها دواب بطيئة – كما شبهها شون جولد – حيث لم يكن هناك ما يكفي من الاختبار والقياس لمدى الملائمة.
أشارت دانا بويد الباحثة البارزة في مايكروسوفت ريسيرش إلى أن الشركات المالكة للشبكات الاجتماعية على الإنترنت «غريبة للغاية»، ففي حين قد تنخفض قيمة بعض الشركات بل وتختفي تبرزُ شركاتٌ أخرى تستفيد من هذا التراجع لتبرز. تجسَّد تقلُّب الشبكات الاجتماعية في عام 2006 عندما بدأ المدعي العام لولاية كناتيكت ريتشارد بلومنتال تحقيقًا في تعرض الأطفال للموادِ الإباحية على موقع ماي سبيس. فشلت هذه الأخيرة في إنشاءِ مرشحٍ فعالٍ يمنعُ الرسائل غير المرغوب فيها وهو ما أساء نوعًا ما للموقع ولسمعته. في الوقتِ ذاته، ظهرت شبكات اجتماعيّة متخصِّصة مثل تويتر التي بدأت في استهدافِ مستخدمي ماي سبيس في محاولةٍ لجذبهم نحوها فيما طوّرت شبكة فيسبوك أدواتِ اتصالٍ كانت تُعتبر آمنة مقارنةً بماي سبيس. قارنت بويد انتقال الأطفال البيض من الطبقة الوسطى من موقع ماي سبيس الذي وصفتهُ بذي السمعة السيّئة إلى موقع فيسبوك الذي وصفتهُ بالملاذ الآمن المُفترَض إلى هجرة البيض من المدن الأمريكية. تسبّبت كل هذه الأمور في إلحاقِ نوعٍ من الضرر على شبكة ماي سبيس التي بدأ معلنوها في اختيارِ شبكاتٍ أخرى للترويج فيها لمنتجاتهم، كما واجهت الشبكة مشاكل خاصة في التصيّد الاحتيالي والبرامج الضارة ورسائل البريد المزيّفة التي فشلت في الحد منها. دفعت كل هذه العوامل مجموعة من مستخدمي ماي سبيس – الذين جعلوه أبرز موقع تواصل اجتماعي عامي 2006 و2007 – إلى الانتقال إلى موقع فيسبوك الذي كان في بداياتهِ حينها وكان مركّزًا أكثر على الشباب ما بين 18 حتى 24 سنة (فئة الطلاب الجامعيين)، لكنه نجح مع مرور الوقتِ في جذب المستخدمين الأكبر سنًا.
قِيل حينها إنَّ رئيس مجلس الإدارة والرئيس التنفيذي روبرت مردوخ يشعر بالإحباط لأن ماي سبيس لم ترقَ لمستوى التوقعات أبدًا في توزيعها لمحتوى استوديوهات فوكس فضلًا عن فقدان الشركة لمليار دولار من إجمالي الإيرادات. أدى كل هذا إلى فقدانِ دي وولف وأندرسون تدريجيًا لمكانتهما داخل الدائرة الداخلية لمردوخ من المديرين التنفيذيين بالإضافةِ إلى بيتر تشيرنين الرئيس ومدير العمليات لشركة نيوز كوربوريشن الذي غادر الشركة في حزيران/يونيو 2009 فعوّضه جوناثان ميلر المدير التنفيذي السابق لشركة آي أو إل الذي كان قد انضمَّ للشركة في وقتٍ سابقٍ مسؤولاً عن أعمال الوسائط الرقمية. لحقَ توم أندرسون رئيس ماي سبيس بصديقه بيتر فقدم هو الآخر استقالتهُ من المنصب في حين استُبدل كريس دي وولف الرئيس التنفيذي لماي سبيس بمدير العمليات السابق لفيسبوك أوين فان ناتا. كان اجتماع شركة نيوز كوربوريشن في آذار/مارس 2009 حول وضعيّة موقع ماي سبيس هو الحافز لكل تلك التغييرات الإداريّة خاصّة مع اقترابِ انتهاء صفقة جوجل ومغادرة الموظفين الرئيسيين (مدير العمليات ونائب الرئيس الأول للهندسة ونائب الرئيس الأول للاستراتيجية) من أجلِ تشكيل شركة ناشئة جديدة. علاوةً على ذلك، كان افتتاح مكاتب جديدة باهظة في جميع أنحاء العالم موضع تساؤل حيث لم يكن لدى شركة فيسبوك المنافِسة خطط توسعٍ باهظة الثمن بالمثل ومع ذلك فقد كانت الشركة الأخيرة تجذبُ المستخدمين بمعدل سريع. أعقب كل هذه التغييرات تسريح ماي سبيس لـ 37.5% من قوتها العاملة (بما في ذلك 30% من موظفيها الأمريكيين) كما خُفِّض عدد الموظفين من 1600 إلى 1000. أُعيد عام 2009 تصميم موقع ماي سبيس من أجل استعادة وكسب مستخدمين جُدد، لكنّ التصميم الحديث جلبَ نتائج عكسيّة على ما يبدو حيث لوحظ أن مستخدمي الموقع لم يُعجبهم بشكلٍ عامٍ التعديلات والتغييرات الجديدة. حاولت شبكة ماي سبيس إعادة تعريف نفسها كموقعٍ إلكتروني للترفيه الاجتماعي مع التركيز بشكل أكبر على الموسيقى والأفلام والمشاهير بدلاً من شبكة اجتماعية كما كانت قبل، ثمّ عقد الموقع شراكة مع المنافش فيسبوك يسمحُ للموسيقيين من ماي سبيس بإدارة ملفاتهم الشخصية على فيسبوك. نُقل في السياق ذاتهِ عن الرئيس التنفيذي مايك جونز قوله إن ماي سبيس الآن «عرضٌ تكميلي» لشركة فيسبوك إنكوايرر.
أشارت إحصائيات كوم سكور التي صدرت في آذار/مارس 2011 إلى أنَّ شبكة ماي سبيس فقدت 10 ملايين مستخدم بين كانون الثاني/يناير وشباط/فبراير 2011 حيثُ انخفضت العدد من 95 مليون إلى 63 مليون مستخدم خلال الإثني عشر شهرًا السابقة. سجَّلت ماي سبيس أكبر انخفاضٍ في مستخدميها في شباط/فبراير 2011 حيث انخفض عدد الزيارات بنسبة 44% عن العام السابق، وقد تسببت كل هذه الأرقام في تراجعِ عددٍ من المعلنين الذين أبدوا عدم استعدادهم للالتزام بصفقات طويلة الأجل مع الموقع.
طرحت شركة نيوز كوربوريشن في أواخر شباط/فبراير من عام 2011 موقع ماي سبيس للبيعِ رسميًا مقدرة قيمتهُ بحوالي 50 حتى 200 مليون دولار. كانت خسائر الشركة بسبب الموقع في الربع الأخير من عام 2010 قد بلغت 156 مليون دولار أي أكثر من ضعف العام السابق وهو ما أدى إلى تراجعِ إيرادات شركة نيوز كورب الأم. انتهى الموعد النهائي لتقديم طلبات شراء الموقع في الواحد والثلاثين من أيّار/مايو 2011 دون تقديمِ أي مبلغٍ أعلى 100 مليون دولار، فقيل إن الانخفاض في عدد المستخدمين خلال الربع الأخير ردع العديد من مقدمي العروض المحتملين. أعلنَ موقع ماي سبيس في التاسع والعشرين من حزيران/يونيو 2011 للشركاء والصحافة وعبر رسائل أرسلها للبُرد الإلكترونيّة لمستخدميهِ عن بيعِ الموقع رسميًا لشركة سبيسفك ميديا مقابل مبلغٍ لم يُكشف عنه لكنّ تقارير صحفيّة رجّحت قيمة الصفقة في حدودِ 35 مليون دولار، بما في ذلك شبكة سي إن إن التي أكّدت على قيمة الاستحواذ مشيرةً إلى أنَّ المبلغ أقلُّ بكثيرٍ من 580 مليون دولار التي دفعتها نيوز كوربوريشن مقابل ماي سبيس عام 2005. خلَّف بيع الموقع بذاك الثمن عددًا من ردود الفعل، فذهبَ روبرت مردوخ لوصفِ صفقة شراء ماي سبيس بأنه «خطأٌ فادحٌ»، فيما قارنت مجلّة تايم شراء نيوز كوربوريشن لموقع ماي سبيس بشراء تايم وورنر لشركة إيه أو إل وهي مجموعة أمريكيّة تنشطُ في مجال الإنترنت والإعلام وتُحاول البقاء في خطِّ المنافسة مع شركات أخرى في نفسِ المجال. جديرٌ بالذكرِ هنا أنَّ العديد من المدراء التنفيذيين السابقين لموقع ماي سبيس قد حقَّقُوا نجاحًا بعد مغادرتهم للشبكة ومن خلفها الشركة الأم.

### 2016 – حاليًا: الاختراق
أُعلن في الحادي عشر من شباط/فبراير 2016 عن شراء ماي سبيس وشركتها الأم من قِبل شركة تايم إنكوايرر، التي اشتُريت بدورها من قِبل شركة ميريدث كوربوريشن في الواحد والثلاثين من كانون الثاني/يناير 2018. عُرضت في أيّار/مايو 2016 بيانات ما يقرب من 360 مليون حساب على ماي سبيس على موقع ريل ديل (بالإنجليزية: Real Deal)‏ في الإنترنت المظلم، وتضمَّنت البيانات المُسرَّبة عناوين البريد الإلكتروني وأسماء المستخدمين وكلمات المرور المشفرة بشكل ضعيف. لم يُعرف التاريخ الدقيق لخرق البيانات، لكن تحليلها أشار إلى أن عملية الاختراق قد حصلت قبل ثماني سنوات من الإعلان عنها أي في منتصف عام 2008 إلى أوائل عام 2009.

## الميزات
منذ تأسيس يوتيوب عام 2005، كان لدى مستخدمي ماي سبيس القدرة على تضمين مقاطع فيديو المنصّة في ملفاتهم الشخصية. إدراكًا للتهديد التنافسي بعد إطلاقِ خدمة ماي سبيس فيديوز الجديدة، قامت ماي سبيس بحظر تضمينِ مقاطع فيديو من يوتيوب في ملفات تعريف المستخدمين الذين احتجُّوا على هذا الحظر على نطاقٍ واسعٍ وهو ما دفعَ ماي سبيس إلى إعادة ميزة التضمين بعد ذلك بوقتٍ قصير.
كانت هناك مجموعةٌ متنوعةٌ من البيئاتِ التي يُمكن للمستخدمين من خلالها الوصول إلى محتوى ماي سبيس من هواتفهم المحمولة. أصدرت شركة هيليو (بالإنجليزية: Helio)‏ في أوائل عام 2006 سلسلةً من الهواتفِ المحمولة التي يُمكنها استخدام خدمةٍ تُعرف باسمِ ماي سبيس موبايل للوصول إلى ملف التعريف الشخصي وتعديله والتواصل مع الأعضاء الآخرين وعرضِ ملفاتهم الشخصيّة. بالإضافة إلى ذلك، طورت شركة يو آي إيفولوشن بالتعاونِ مع ماي سبيس هاتفًا محمولًا يُمكنه التعامل بمرونة مع موقع ماي سبيس عبر إمكانيّة ولوجه بشكلٍ سهلٍ وسلسٍ عبر عددٍ من شركات الاتصال. على جانبٍ آخر، بدأت ماي سبيس في آب/أغسطس 2006 في تقديمِ الإعلانات المبوبة والتي نمت بنسبة 33 بالمائة خلال العام التالي.

### الموسيقى
بعد وقتٍ قصيرٍ من بيعِ ماي سبيس لشركة نيوز كوربوريشن عام 2005، أطلقَ الموقع علامة التسجيل الخاصة به تحت مُسمَّى ماي سبيس ريكوردس (بالإنجليزية: MySpace Records)‏ في محاولةٍ من الشركة لاكتشاف المواهب غير المعروفة على ماي سبيس ميوزك. كان يُمكن للفنانين تحميل أغانيهم وألبوماتهم كاملة على الموقع، وحتى حزيران/يونيو 2014 حُمِّلت أكثر من 53 مليون أغنية على الشبكة بواسطة 14.2 مليون فنان أو مستخدم. اكتسب عددٌ من الفنانين شهرةً كبيرةً بفضلِ الموقع ولعلَّ أبرزهم ليلي ألين، أول سيتي، شون كينغستون، أركتك مونكيز، بارامور، كيتي بيري، تايجا، ثري أوه ثري وغيرهم. أطلقَ الموقع في أواخر عام 2007 خدمة ذا ماي سبيس ترانزميشنس (بالإنجليزية: The MySpace Transmissions)‏ وهي خدمةٌ قدمت عن بعدٍ تسجيلات حية في الاستوديو لفنانين معروفين ومحددين.
كشفت وسائل إعلامٍ في الثامن عشر من آذار/مارس 2019 عن أنَّ ماي سبيس قد فقدت كل محتواها الموسيقي منذُ تاريخ تأسيسِ الخدمة حتى عام 2015 وذلك في عملية ترحيل خادمٍ فاشلةٍ وبدون نسخٍ احتياطي. لقد تسبّبت محاولة نقل البيانات الفاشلة هذه من خادمٍ لآخر في فقدان الموقع لأكثر من 50 مليون أغنية رُفعت للشبكة على مدارِ اثني عشر سنة كاملة. استعادَ موقع أرشيف الإنترنت في نيسان/أبريل 2019 حوالي 490 ألف ملف بصيغة إم بي ثري (حوالي 1.3 تيرابايت) باستخدام «وسائل غير معروفة» وذلك بعد «دراسة أكاديمية مجهولة المصدر» أُجريت بين عامي 2008 و2010 وهي التي مكّنت أرشيف النت من استعادة كلّ تلك الملفات.
خدم ماي سبيس كمركز توزيعٍ غير مكلفٍ للفنانين الموسيقيين السود. خلق هذا التوزيع السهل للموسيقى وسيلة أخرى يمكن أن تنتشر بها الموسيقى السوداء، حيثُ أثبت الإنترنت نفسه أنه قوة قوية في إنشاء قواعد جماهيرية للعديد من الفنانين. لم يستخدم الفنانون ماي سبيس فقط في توزيع موسيقاهم بل استخدموا المنصّة للتواصل مع جمهورهم. ساعدت المدونات الموسيقية على ماي سبيس في إعلام قاعدة المعجبين بالفنان بالعروض المستقبلية أو تلك التي أُلغيت وباقي التحديثات من هذا القبيل. زادت شعبية الفنانين السود بسبب نظام الترويج والتوزيع هذا، ويُعتبر المغنّي سولجا بوي تل إم واحدٌ من أوائل مستخدمي منصّة ماي سبيس في الترويجِ لموسيقاه وأكثرهم إنتاجًا. بصفته فنانًا شابًا، حصلت فيديوهات سولجا على ملايين المشاهدات عبر الإنترنت في ماي سبيس ويوتيوب. لم يقتصر الأمر على شهرة موسيقاه في العالم الافتراضي بل تعدى ذلك للعالم الواقعي حينما غزت أغانيه الشوارع والفصول الدراسية وكل مكان تقريبًا حول الولايات المتحدة، بل استُحدثت رقصةٌ من موسيقى سولجا وغزت النت في فترةٍ من الفترات.

### ماي سبيس تي في
اشتركت ماي سبيس في السادس نشر من أيّار/مايو 2007 مع عددٍ من المطبوعات الإخبارية بما في ذلك ناشيونال جيوغرافيك ونيويورك تايمز ورويترز لتوفير محتويات بصرية احترافية على موقع الشبكة الاجتماعيّة، ثمّ أطلقت الأخيرة في السابع والعشرين من حزيران/يونيو من نفسِ العام خدمة ماي سبيس تي في. دخلت ماي سبيس في الثامن من آب/أغسطس من نفس العام أيضًا – عام النجاحات كما وُصف في بعض التقارير – في شراكةٍ مع المؤسَّسة الصحفيّة الساخرة ذي أنيون لتوفير محتوى صوتي ومرئي ومحتوى مطبوع على موقع شبكة التواصل الاجتماعي. أطلقت ماي سبيس في الثاني والعشرين من تشرين الأول/أكتوبر من نفسِ العام دائمًا أول سلسلةٍ أصليةٍ لها على الويب بعنوان رومايتس (بالإنجليزية: Roommates)‏ وهي السلسلة التي تهدفُ إلى منحِ مستخدميها تجربة شبيهة بالتلفزيون مع الفوائد التفاعلية للإنترنت. أطلق موقع تي إم زي في السابع والعشرين من شباط/فبراير 2008 قناة ويب تابعة له على ماي سبيس تي في وهو ما شجَّع قنوات أخرى على فعل المثل.

### ميزات أخرى
أضافت ماي سبيس في العاشر من آذار/مارس 2010 عدّة ميزاتٍ جديدةٍ على غِرار ميزة تقترحُ توصياتٍ للمستخدمين الجُدد بما في ذلك توصيّاتٌ تتعلقُ بالألعاب والموسيقى ومقاطع الفيديو وذلك بناءً على نتائج البحث السابقة التي قام بها المستخدم. حسَّن موقع ماي سبيس أيضًا من مستوى أمانه في الوقتِ الذي كان فيهِ فيسبوك يتعرضُ للكثير من الانتقادات بسبب سهولة اختراق الحسابات. بالإضافةِ إلى تحسينِ مستوى الأمان، مكَّن ماي سبيس أيضًا مستخدميهِ من اختيار ما إذا كان يُمكن عرض المحتوى الذي ينشرونه أو يُشاركونه للأصدقاء الذين يبلغون من العمر 18 عامًا أو أكثر أو للجميع. أعلن الموقع أيضًا عن نيّتهِ إصدار العديد من التطبيقات الصغيرة للهواتف المحمولة، بالإضافة إلى إرسال تنبيهات الألعاب إليهم، كما توعَّد بإطلاق من 20 إلى 30 تطبيقًا صغيرًا وبدأ العمل أكثر على الواجهات المخصصة للهواتف عام 2011.
نشرت ماي سبيس في تشرين الأول/أكتوبر 2010 نسخة تجريبية من موقعها الجديد مُمكّنةً عددًا محدودًا من المستخدمين منه مع خطط لتحويل جميع المستخدمين المهتمين إلى الموقع الجديد في أواخر تشرين الثاني/نوفمبر. في الوقتِ ذاته، قال الرئيس التنفيذي مايك جونز إن الموقع لم يعد ينافس فيسبوك كموقعٍ للتواصل الاجتماعي، حيثُ أصبحَ بدلاً من ذلك موقعًا موجّهًا للموسيقيين ومحبي الموسيقى بصفة عامّة كما أكَّد جونز على استهداف الموقع لفئة الشباب بدل كلّ الفئات العمريّة. اعتقدَ جونز حينها جونز أن معظم المستخدمين الأصغر سنًا سيستمرون في استخدام الموقع بعد هيكلته وتصميمه الجديد متخوّفًا في الوقتِ عينه من أن المستخدمين الأكبر سنًا قد لا يفعلون. لقد كان الهدف من إعادة التصميم هو زيادة عدد مستخدمي ماي سبيس والمدة التي يقضونها على المنصّة، في ذات السياق، قال المحلل التقني ريتشارد جرينفيلد: «لقد شطب معظم المستثمرين موقع ماي سبيس الآن» ولم يكن متأكدًا مما إذا كانت التغييرات ستُساعد الشركة على «التعافي».
غيَّر موقع ماي سبيس في الثامن من تشرين الثاني/نوفمبر 2010 شعاره ليتوافق مع التصميمِ الجديد، وضمَّ الشعارُ الجديد كلمة «my» بخطِّ هيلفيتيكا متبوعةً برمزٍ يمثِّل مسافة. اندمجَ في ذلك الشهر أيضًا موقع ماي سبيس مع منصّة فيسبوك (بالإنجليزية: Facebook Connect)‏ في خطوةٍ يُنظر إليها على نطاقٍ واسعٍ على أنها الفعل الأخير للاعتراف بهيمنة فيسبوك على عالم الشبكات الاجتماعية. أُعلن في كانون الثاني/يناير 2011 أنه سيتم تخفيض عدد موظفي ماي سبيس بنسبة 47%، وعلى الرغم من التصميم الجديد وكل التغييرات إلّا أن عدد زوار ومستخدمي الموقع استمرَّ في الانخفاض. أُعلن في أيلول/سبتمبر 2012 عن إعادة تصميم جديدة للموقع الذي أصبحَ أكثر سلاسة وخاصّة مع الأجهزة اللوحيّة. أدت إعادةُ تصميمٍ جديدةٍ للموقع في حزيران/يونيو 2013 إلى فقدان بعض المستخدمين الوصول إلى جميعِ منشوراتهم السابقة وهو ما أثار استياء الكثيرين الذي عبروا عن أسفهم لهذا الحذف المفاجئ وغير المُعلَنِ أصلًا.

## معلومات الشركة

### النسخ الأجنبية
قدمت ماي سبيس منذ أوائل عام 2006 خيار الوصول إلى الموقع من خلالِ إصداراتٍ أو نسخٍ إقليمية مختلفة تُقدّم محتوى آليًا وفقًا للمنطقة المحلية، فعلى سبيل المثال لا الحصر يرى المستخدمون في المملكة المتحدة مستخدمين آخرين من نفس الدولة على أنهم أشخاص جدد رائعون (بالإنجليزية: Cool New People)‏ كما يروا على الموقع أحداثًا تتعلق بالدرجة الأولى بالمملكة المتحدة.

### منصة المطورين
أنشأت ماي سبيس في الخامس من شباط/فبراير 2008 منصة مطورين تتيح للمطورين مشاركة أفكارهم وكتابة تطبيقاتهم الخاصة على ماي سبيس. عُقدت ورشة عمل في مكاتب ماي سبيس في سان فرانسيسكو قبل أسبوعين من الإطلاق الرسمي، وتعتمدُ منصّة مطوري ماي سبيس على واجهة برمجة تطبيقات قدمتها جوجل في تشرين الثاني/نوفمبر 2007 لدعم الشبكات الاجتماعية على تطوير أدوات اجتماعية وتفاعلية. صدرت أول نسخة تجريبية من تطبيقات ماي سبيس في الخامس من آذار/مارس 2008 ووصلت المنصّة في وقتٍ ما إلى حوالي 1000 تطبيق.

### الخوادم
أشار دان فارينو كبير مهندسي النُّظم في ماي سبيس إلى أن الأخير يُرسل 100 جيجابت من البيانات في الثانية إلى الإنترنت منها 10 جيجابت عبارة عن محتوى لغة ترميز النص الفائق (HTML) والباقي عبارةٌ عن وسائط مثل مقاطع الفيديو والصور. تتكون البنية التحتية لخادم موقع ماي سبيس من أكثر من 4500 خادم ويب (تعملُ بنظام التشغيل ويندوز سيرفر 2003 وإيه إس بي دوت نت إيه إس بي دوت نت ودوت نت فريموورك 3.5) وأكثر من 1200 خادم ذاكرة تخزين مؤقت (تعملُ هي الأخرى بنظام ويندوز سيرفر 2003) وأكثر من 500 خادم قاعدة بيانات (تعملُ أيضًا بنظام ويندوز سيرفر 2003) بالإضافة إلى نظام ملفات موزع مخصص يعمل على جنتو لينكس. بدأت ماي سبيس اعتبارًا من عام 2009 في الانتقال من تقنية القرص الصلب (HDD) إلى تقنية وسط التخزين ذو الحالة الثابتة (SSD) في بعض الخوادم وهو ما وفَّر المساحة وساهم في الاستخدام المثالي للطاقة.

### نموذج الإيرادات
تتمثَّلُ أرباح ماي سبيس في الإيرادات الناتجة عن الإعلانات العاديّة حيث لا يملكُ الموقع نموذج إيراداتٍ خاصٍ بها أي ميزاتٍ يدفعُ من أجلها المستخدم وتدر بعض الدولارات. من خلال موقع الويب الخاص بها وشبكات الإعلانات التابعة لها، تجمعُ منصّة ماي سبيس بياناتٍ حول مستخدميها وتستخدم الإعلان الموجّه أو ما يُعرف بالاستهداف السلوكي لتحديدِ الإعلانات التي يراها كل زائر. وقَّع محرك البحث الشهير جوجل في الثامن من آب/أغسطس 2006 صفقة كبيرة بقيمة 900 مليون دولار تُمكّن محرك البحث من عرضِ إعلاناته ونتائج بحثٍ محددة مسبقًا على ماي سبيس.

### محتوى الطرف الثالث
ساهمت شركاتٌ مثل سلايد دوت كوم (بالإنجليزية: Slide.com)‏ وروك يو (بالإنجليزية: RockYou)‏ عبر إضافاتٍ مميّزة على ماي سبيس في تقدم الموقع والمساهمة أكثر في انتشاره. أنشأت مواقع أخرى تخطيطات لإضفاء الطابع الشخصي على الموقع وجنت لقاء هكذا أعمال مئات الآلاف من الدولارات عبر استهدافِ من هم في أواخر سنّ المراهقة وأوائل العشرينات. أعلنت شبكة ماي سبيس في تشرين الثاني/نوفمبر 2008 أنها ستُعيد توزيع المحتوى الذي ينتهك حقوق طبع ونشر شركة إم تي في والذي حُمِّل من قِبل المستخدمين في وقتٍ ما مع إضافة إعلاناتٍ على هذا المحتوى المُسترجَع من شأنها أن تدر عائداتٍ للشركة المعنيّة بالحقوق.

### صفقة إميم
استحوذت ماي سبيس في الثامن عشر من تشرين الثاني/نوفمبر 2009 على موقم التواصل الاجتماعي الصاعد إميم بأقل من مليون دولار. ذكرت ماي سبيس حينها أنها ستقوم بنقل مستخدمي إميم وترحيل جميع قوائم التشغيل الخاصة بهم إلى ماي سبيس ميوزك، لكنها بدأت في الخامس عشر من كانون الثاني/يناير 2010 في استعادة قوائم التشغيل تلك.

## تطبيقات الهاتف
إلى جانب إعادة تصميم الموقع على الويب، أعادت ماي سبيس أيضًا تصميم تطبيقات الهاتف المحمول الخاصة بها بالكامل. صدر التطبيق المُعاد تصميمه في متجر تطبيقات أبل في أوائل حزيران/يونيو 2013، ويتميّز التطبيق بأداةٍ للمستخدمين تُمكّنهم من إنشاء وتحرير صور جي آي إف ونشرها على حساباتهم، كما سمح التطبيق للمستخدمين بعملِ بثٍّ مباشرٍ للحفلات الموسيقية وأمور من هذا القبيل. جديرٌ بالذكر هنا أنه يُمكن للمستخدمين الجُدد الانضمام إلى شبكة ماي سبيس من التطبيق عن طريق تسجيل الدخول باستخدام فيسبوك أو تويتر أو عن طريق التسجيلِ بالبريد الإلكتروني. يُتيح التطبيق للمستخدمين أيضًا تشغيل قنوات راديو ماي سبيس، حيثُ يمكن للمستخدمين اختيار القنوات من المحطات المميزة – وهي المحطات المختارة من ماي سبيس نفسه – أو قنوات من محطات أنشأها المستخدمون الذين يُمكنهم بناء محطتهم الخاصة.
| المتجر    | الحجم         | متاح | السعر | الإصدار | متطلبات الجهاز       | آخر تحديث           |
| --------- | ------------- | ---- | ----- | ------- | -------------------- | ------------------- |
| آب ستور   | 15.6 ميغابايت | لا   | مجاني | 3.6.2   | آي أو إس 6.1 أو أحدث | 8 شباط/فبراير 2014  |
| جوجل بلاي | 16 ميغابايت   | لا   | مجاني | 3.1.0   | أندرويد 4.1 أو أحدث  | 17 نيسان/أبريل 2015 |

لم يعد تطبيق ماي سبيس للجوال متاحًا في متجر جوجل بلاي أو آب ستور، ويُمكن الوصول إلى تطبيق الويب للجوال من خلال زيارة موقع ماي سبيس دوت كوم من جهاز محمول.

## وصلات خارجية
- الموقع الرسمي